# كاثوا
كاثوا رمزها «KT» (بالإنجليزية: Kathua)‏ ، هو تقسيم إداري لدولة الهند تتبع ولاية جامو وكشمير (بالإنجليزية: Jammu  and  Kashmir)‏ ، مركزها هو مدينة كاثوا (بالإنجليزية: Kathua)‏ عدد سكانها حسب تعداد سنة 2001 هو 550,084 ، مساحتها 615,711 كم² وكثافة السكان 2,651 لكل كم² .

## المناخ
يظهر الجدول التالي التغييرات المناخية على مدار السنة لكاثوا:
| البيانات المناخية لـكاثوا         | البيانات المناخية لـكاثوا | البيانات المناخية لـكاثوا | البيانات المناخية لـكاثوا | البيانات المناخية لـكاثوا | البيانات المناخية لـكاثوا | البيانات المناخية لـكاثوا | البيانات المناخية لـكاثوا | البيانات المناخية لـكاثوا | البيانات المناخية لـكاثوا | البيانات المناخية لـكاثوا | البيانات المناخية لـكاثوا | البيانات المناخية لـكاثوا | البيانات المناخية لـكاثوا |
| الشهر                             | يناير                     | فبراير                    | مارس                      | أبريل                     | مايو                      | يونيو                     | يوليو                     | أغسطس                     | سبتمبر                    | أكتوبر                    | نوفمبر                    | ديسمبر                    | المعدل السنوي             |
| --------------------------------- | ------------------------- | ------------------------- | ------------------------- | ------------------------- | ------------------------- | ------------------------- | ------------------------- | ------------------------- | ------------------------- | ------------------------- | ------------------------- | ------------------------- | ------------------------- |
| الدرجة القصوى °م (°ف)             | 26 (79)                   | 31 (88)                   | 36 (97)                   | 41 (106)                  | 43 (109)                  | 52.2 (126.0)              | 53.2 (127.8)              | 41 (106)                  | 37 (99)                   | 36 (97)                   | 31 (88)                   | 26 (79)                   | 43.2 (109.8)              |
| متوسط درجة الحرارة الكبرى °م (°ف) | 18.8 (65.8)               | 21.9 (71.4)               | 26.6 (79.9)               | 32.9 (91.2)               | 38.3 (100.9)              | 49.6 (121.3)              | 53.2 (127.8)              | 33.7 (92.7)               | 33.6 (92.5)               | 31.7 (89.1)               | 26.8 (80.2)               | 21.1 (70.0)               | 30.1 (86.2)               |
| متوسط درجة الحرارة الصغرى °م (°ف) | 1.2 (34.2)                | 9.7 (49.5)                | 13.6 (56.5)               | 19.0 (66.2)               | 24.4 (75.9)               | 25.8 (78.4)               | 24.5 (76.1)               | 24.0 (75.2)               | 23.0 (73.4)               | 18.4 (65.1)               | 12.6 (54.7)               | 8.5 (47.3)                | 17.7 (63.9)               |
| أدنى درجة حرارة °م (°ف)           | −3.9 (25.0)               | −2 (28)                   | 3 (37)                    | 6 (43)                    | 7 (45)                    | 13 (55)                   | 13 (55)                   | 8 (46)                    | 12 (54)                   | 4 (39)                    | 2 (36)                    | −3 (27)                   | −3.9 (25.0)               |
| معدل هطول الأمطار مم (إنش)        | 50.0 (1.97)               | 46.4 (1.83)               | 53.2 (2.09)               | 26.3 (1.04)               | 16.0 (0.63)               | 51.8 (2.04)               | 283.4 (11.16)             | 344.5 (13.56)             | 123.9 (4.88)              | 38.1 (1.50)               | 11.9 (0.47)               | 42.2 (1.66)               | 1٬087٫7 (42.82)           |
| المصدر #1: BBC Weather            |                           |                           |                           |                           |                           |                           |                           |                           |                           |                           |                           |                           |                           |
| المصدر #2: IMD                    |                           |                           |                           |                           |                           |                           |                           |                           |                           |                           |                           |                           |                           |